# Fire & Blood (roman)
Ild & Blod (eng: Fire & Blood) er en fantasybog af den amerikanske forfatter George R. R. Martin. Den fortæller historien om huset Targaryen, der er en familie i hans serie A Song of Ice and Fire. Selvom det var planen at den skulle udgives efter serien var færdig, så afslørede Martin, at han vil udgive historien i to bind, da han havde skrevet for meget materiale til én bog. Det første bind udkom 20. november 2018.
Anden halvdel af første bind blev brugt af HBO til en prequel til deres serie Game of Thrones kaldet House of the Dragon.